# Sahl ben Matsliah
Sahl ben Matslia'h HaCohen (hébreu סהל בן מצליח הכהן, arabe Al-Mu'allim Abu al-Sari) est un Sage karaïte du Xe siècle (910 - 990 EC).

## Éléments biographiques
Sahl naît à Jérusalem, alors centre important du karaïsme, un mouvement juif scripturaliste opposé au judaïsme rabbinique traditionnel. Il fait partie des Rekhabites, qui se distinguent par leur austérité et abstinence totale d'alcool. 
Missionnaire de son mouvement, il effectue de nombreux voyages afin de ses coreligionnaires, dont la foi a été ébranlée par Saadia Gaon (882 - 942), champion du judaïsme rabbinique. Il effectue notamment un voyage à Bagdad peu après la mort de ce dernier, en compagnie de Salman ben Yerouham ; il s'oppose alors à l'un des disciples de Saadia, Jacob ben Samuel.

## Œuvres

### Exégèse
Grand connaisseur de la littérature biblique et post-biblique, maîtrisant aussi bien l'hébreu que l'arabe, Sahl est l'auteur d'un commentaire sur la Torah, intitulé Mishneh Torah (à ne pas confondre avec l'œuvre homonyme de Moïse Maïmonide), mentionné dans l'Orḥot Ẓaddiḳim, p. 24b, ainsi que de commentaires sur les Livres d'Isaïe et de Daniel, souvent mentionnés par Aaron ben Joseph, un Sage karaïte ultérieur.
Sahl établit quatre principes exégétiques fondamentaux pour le karaïsme : 
- l'emphase à accorder à l'interprétation littérale du Texte
- le recours à la spéculation (en quoi il s'oppose à d'autres maîtres karaïtes, comme Salman ben Yerouham ou Yaphet ben Ali)
- l'inférence par analogie
- l'acceptation de tous

Il pourra, avec ses principes, introduire dans le karaïsme des décisions qui ne se trouvent pas dans la Bible, et de nombreuses modifications dans le rituel.

### Polémique
Sahl sera l'un des adversaires les plus acharnés de Saadia, bien que la plupart de ses attaques soient réservées à Jacob ben Samuel, que les Karaïtes surnommeront ultérieurement Ha'iqqesh (« l'intrigant »). Une longue lettre contre ce dernier, où Sahl proteste contre l'insulte et la diffamation en public dont il a été la victime, a été retrouvée par Eliyah Yerushalmi, à Jérusalem. Elle est, selon Graetz, rédigée dans un hébreu de bien meilleure qualité que celle de son opposant.
Ses polémiques portent, comme celles de ses prédécesseurs, l'abolition des lois de purifications, ainsi que du maintien de lumières et du portage d'eau lors du chabbat. Bien que la plupart de ses attaques soient personnellement dirigées contre les Rabbanites (Sahl affirme, par exemple, que leurs prêches et sermons se font dans un but sensiblement moins désintéressé que celui des Karaïtes), ses discours éclairent grandement le degré de laxisme en matière de cérémonial religieux qui prévalait en son temps. Il se plaint par exemple que les Rabbanites font souvent cause commune avec les non-Juifs, ce qui les éloigne de la stricte observance des lois alimentaires.
Il porte également un intérêt particulier aux disputes relatives à la fixation du calendrier hébraïque ; l'un de ses travaux comporte un compte-rendu assez détaillé de la controverse du calendrier qui s'est tenue de 921 à 926 entre Aaron ben Meïr de Jérusalem et Saadia. Sahl compte ainsi attirer l'attention sur la nature conciliante des Juifs rabbanites établis en terre d'Israël.

### Autres
Sahl est aussi l'auteur des ouvrages suivants : 
- Sefer Dinim et Sefer ha-Miẓwot, deux livres de pratique rituelle
- Leshon Limmoudin, un travail lexico-grammatical, édité par Fürst dans Gesch. des Kaiäert. ii. 91
- Sefer Diḳdouḳe, un manuel de grammaire hébraïque
- dix responsa contre Eliyah Yerushalmi, qui n'ont pas été publiés
- un poème polémique envers les Rabbanites, où le nom de Sahl est indiqué en acostiche
- un autre ouvrage polémique, intitulé Iggeret Toḥakat, ou Sefer Toḥakat.